# Мосунов, Анатолий Иванович
Анато́лий Ива́нович Мосуно́в (17 ноября 1925, д. Антоново, Новоторъяльский кантон, Марийская автономная область, СССР — 19 декабря 1988, г. Йошкар-Ола, Марийская АССР, СССР) — марийский советский поэт, переводчик, журналист, редактор. Член Союза писателей СССР. Участник Великой Отечественной войны. Автор русского перевода текста гимна г. Козьмодемьянска Республики Марий Эл.

## Биография
Родился в крестьянской семье. Семья переехала в с. Пектубаево, здесь окончил среднюю школу. В 1939 году вступил в комсомол и в 14 лет возглавил сельский клуб.
В 1943 году в возрасте 18 лет добровольцем ушёл на фронт. Был курсантом Телавского пехотно-пулемётного училища, автоматчиком гвардейской воздушно-десантной бригады, заряжающим миномёта, журналистом фронтовой газеты на Южном фронте в звании гвардии рядового. Участвовал в боях за освобождение Украины, Венгрии, Чехословакии, Румынии, Польши и Австрии. В Венгрии возле озера Балатон в рукопашной схватке был тяжело ранен. После окончания Великой Отечественной войны остался служить в армии и работал литсотрудником военных газет.
В 1949 году увольняется в запас, устраивается литературным сотрудником в газету «Марийская правда». В 1950—1952 годах учится на очном отделении Литературного института им. М. Горького, но не заканчивает его.
Затем снова продолжил активную журналистскую деятельность: сотрудник газет «Социалистическая Якутия», «Вперёд» (Оршанский район), районных газет Саратовской области. Также работал редактором Марийского книжного издательства. В 1969 году стал литературным консультантом Союза писателей Марийской АССР, руководил секцией русской поэзии, активно пропагандировал художественную литературу.
Умер 19 декабря 1988 года в Йошкар-Оле.

## Литературная деятельность
Писать и публиковать свои стихи начал в годы Великой Отечественной войны. Первые пробы пера молодого поэта положительно оценили московский поэт П. Железнов и ленинградский поэт С. Макаров. Публиковал свои стихи во фронтовых газетах. Так, будучи литературным сотрудником редакции газеты «За честь Родины» 3-го Украинского фронта, он печатает здесь свои стихи военного периода.
Автор сборников стихов «Первые всходы», «Под мирным небом», «Огни Поволжья», «Подлесок» и др. Писал стихи для детей (сборник «Мохнатый рыболов»). Также публиковал свои стихи в республиканской периодике, альманахе «Дружба», журнале «Пионер йÿк».
Член Союза писателей СССР с 1969 года.
Будучи русским по национальности, хорошо владел марийским языком, был дружен с марийскими поэтами В. Колумбом и М. Казаковым. Одним их первых перевёл на русский язык многие стихотворения классиков марийской поэзии С. Чавайна, М. Казакова, М. Майна, В. Чалая, В. Колумба, сборники стихов якутских поэтов М. Ефимова, В. Алданского, С. Элляя, С. Васильева, сборник стихов «Новоселье» марийского поэта Д. . Высоко оценены его переводы песен в романе «Эреҥер» М. Шкетана и музыкальной комедии «Кеҥеж йÿд» («Летняя ночь») Н. Арбана. Перевёл на русский язык гимн г. Козьмодемьянска «Берег горный — край любимый», слова которого были написаны горномарийским поэтом Н. Егоровым.
Его стихи марийские поэты также переводили на марийский язык. Эти переводы печатались в альманахе «Пиалан илыш» («Счастливая жизнь») и других изданиях.

## Память
В 2015 году к 90-летию со дня рождения поэта А. Мосунова вышла в свет книга «Паруса воспоминаний».

## Награды
- орден Отечественной войны II степени (1985)[8]
- медаль «За отвагу» (26.05.1945)[4]
- Медаль «За взятие Вены»[8]
- Медаль «За Победу над Германией в Великой Отечественной войне 1941—1945 гг.»[8]

## Основные произведения
Далее представлен список основных произведений А. Мосунова на русском языке.
- Первые всходы: стихи. — Йошкар-Ола, 1951. — 64 с.
- Под мирным небом: стихи. — Йошкар-Ола, 1957. — 72 с.
- Огни Поволжья: стихи. — Йошкар-Ола, 1966. — 64 с.
- Служил мальчишка в эскадроне: поэма. — Йошкар-Ола, 1968. — 24 с.
- Подлесок: стихи и поэма. — Йошкар-Ола, 1970. — 64 с.
- Мохнатый рыболов: стихи. — Йошкар-Ола, 1979. — 16 с.
- Горсть земли: поэма // Дружба. — Йошкар-Ола, 1981. — С. 102—108.
- Стучит акация в окошко: стихи. — Йошкар-Ола, 1988. — 128 с.